# 貨櫃碼頭

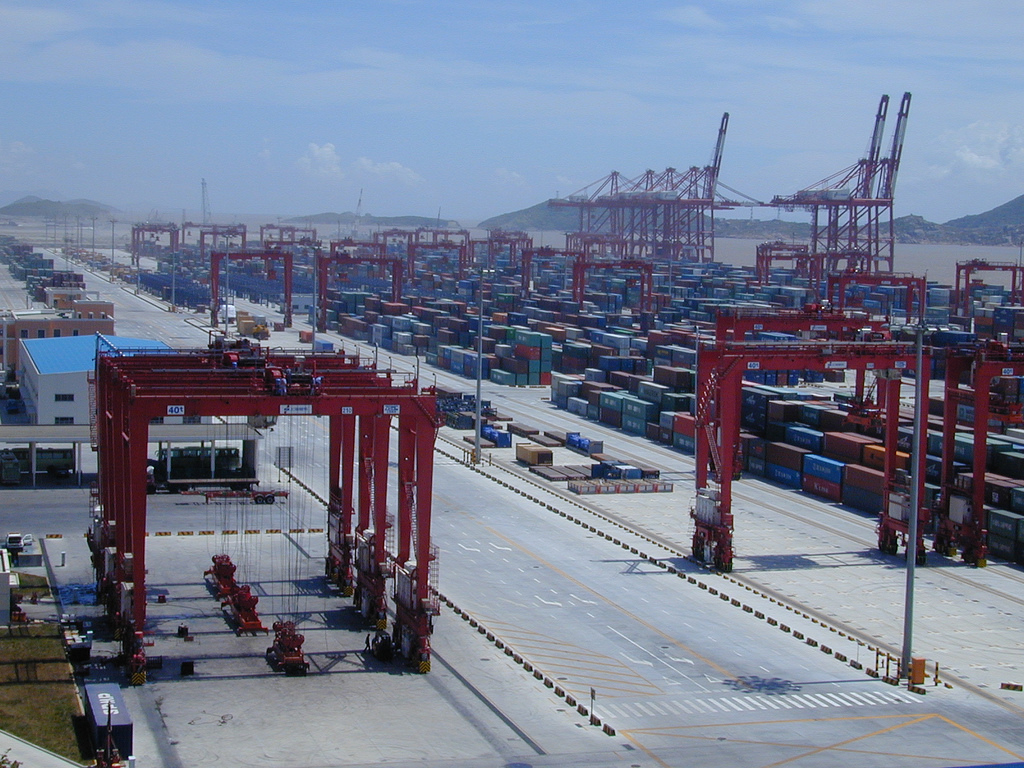
洋山深水港貨櫃碼頭

貨櫃碼頭，又名集裝箱碼頭，在星馬亦稱箱運碼頭，是貨運碼頭之一，專門處理貨櫃的轉載服務。例如由貨櫃輪卸下貨櫃到碼頭，轉為陸路運輸；又或者由一艘貨櫃船上卸下貨櫃，吊上另一艘船，轉送下一站的水路運輸。
貨櫃碼頭的必要條件是水深、港寬、水陸交通都方便，否則要借助中流作業。現代化的貨櫃碼頭通常設置有專用的貨櫃吊機，例如橋式起重機。
上海港為現時世界最大的集装箱港口，2022年集装箱吞吐量達到4730.3萬標准箱。其它著名的貨櫃碼頭有排名第2的新加坡港、排名第7的韩国釜山港、排名第9的香港葵青貨櫃碼頭、排名第10的荷兰鹿特丹港、排名第11的阿联酋杰贝阿里港、排名第12的比利时安特卫普港、排名第13的马来西亚巴生港、排名第16的美国洛杉矶港、排名第18的台湾高雄港、排名第20的泰国林查班港等。